# Don’t Answer Me
Don’t Answer Me ist ein Titel aus dem Album Ammonia Avenue (1984) der Band The Alan Parsons Project. Das Musikvideo des Stückes wurde im Comic-Stil entwickelt und stammt von MW Kaluta. Es war der erste Videoclip, den die Band veröffentlichte, und zugleich das erste vollständig animierte Musikvideo überhaupt.

## Das Stück
An Stelle eines Art-Rock- oder Progressive-Rock-Stückes, wofür Alan Parsons damals bekannt war, veröffentlichte er Don’t Answer Me im Stil von Phil Spector und seiner Wall-of-Sound-Technik. Eric Woolfson, der Co-Autor des Stückes, war Sänger von Don’t Answer Me, und Mel Collins spielte das Saxophonsolo ein.

## Musiker
- Ian Bairnson: Gitarren
- Eric Woolfson: Gesang, Keyboards, Produzent
- Colin Blunstone: Gesang
- Mel Collins: Saxophon
- Stuart Elliott: Schlagzeug
- Alan Parsons: Produktion, Fairlight, Tontechnik
- David Paton: Bass
- Chris Rainbow: Gesang
- Lenny Zakatek: Gesang

## Deutsche Version
Die deutsche Version Kein Wort zu viel wurde 1984 von Jürgen Renfordt und Denise veröffentlicht.